# Möhlin (Rhein)
Die Möhlin ist ein kleiner, 32 km langer Nebenfluss des Rheins auf dem Gebiet des Landkreises Breisgau-Hochschwarzwald. 

## Name
Erstmals schriftlich erwähnt wird der Fluss 868 als iuxta fluvium Melia.  Der Name ist möglicherweise keltischen Ursprungs und könnte „Bergbach“ bedeuten. Ein Oppidum ist an einem Zufluss der Möhlin archäologisch belegt. Möglich ist auch eine Ableitung vom germanischen Wort *malō für „Sand“.

## Geographie

### Verlauf
Die Möhlin entspringt an der Westabdachung des Schauinsland-Massivs oberhalb von Sankt Ulrich im Schwarzwald aus mehreren Hangschuttquellen. Die Hauptquelle befindet sich etwa 500 Meter nordöstlich vom Gießhübel in 1080 m ü. NN. Im Laufe der Zeit hat sich der Fluss in den anstehenden Anatexit eingeschnitten und bildete ein steiles Kerbtal mit einem durchschnittlichen Gefälle von rund 12° aus. Sie fließt in nordwestlicher Richtung und wird nach 200 Metern unter der Kreisstraße K 4957 durchgeleitet.
Der naturnahe Oberlauf fließt durch Bollschweil am Fuß des Schwarzwalds und erreicht bei Ehrenkirchen die Rheinebene. Beim Austritt der Möhlin aus dem Gebirge in die Rheinebene verliert sie durch Versickerung Wasser. In Abhängigkeit vom Abfluss macht die Versickerung bis zu 15 % des Gesamtvolumen aus. Bereits auf dem Gebiet der Stadt Bad Krozingen, kurz oberhalb des Ortsteiles Biengen, wo auch der zumeist mehr Wasser führende Neumagen in die Möhlin mündet, ist der Flusslauf stark kanalisiert. Durch den Bau des Kulturwehres Breisach im Jahr 1965 wurde die ursprüngliche Mündung nach unterhalb des Wehres verlegt.
Der Flügeldamm des Rheinseitendamms kreuzt etwa 600 Meter querab vom Rhein die Möhlin. An der Kreuzungsstelle ist in der Möhlin ein Wehr mit einer lichten Öffnung von 18 Meter mit Segmentverschluss gebaut worden. Im Katastrophenfalle müssen etwa 500 m³/s durch das Möhlinwehr abgeführt werden. Die Mündungsstrecke der Möhlin unterhalb des Wehres musste deshalb auf 1,8 km Länge für diesen Abfluss ausgebaut werden. Neben der Abführung des Katastrophenhochwassers hat das Möhlinwehr die Aufgabe, mit Hilfe des beweglichen Verschlusses oberhalb des Wehres die günstigsten Wasserstände hervorzurufen. Damit die für einen Abfluss von 500 m³/s ausgebaute Möhlin nicht das Grundwasser dräniert, das durch das Kulturwehr angehoben werden soll, wurde 400 m oberhalb der Mündung der Möhlin in den Rhein eine feste Schwelle mit Fischtreppe eingebaut. Die Höhe der Schwelle ist so gewählt worden, dass ein optimaler Wasserstand oberhalb der Schwelle gewährleistet werden kann.
Nicht zuletzt aufgrund der intensiven Landwirtschaft in der Rheinebene fällt die Möhlin auf ihrem Mittellauf in heißen Sommern trocken. Umgekehrt kann der eher beschauliche Fluss bei starken Regenfällen oder plötzlicher Schneeschmelze gefährlich anschwellen.

Möhlinwehr
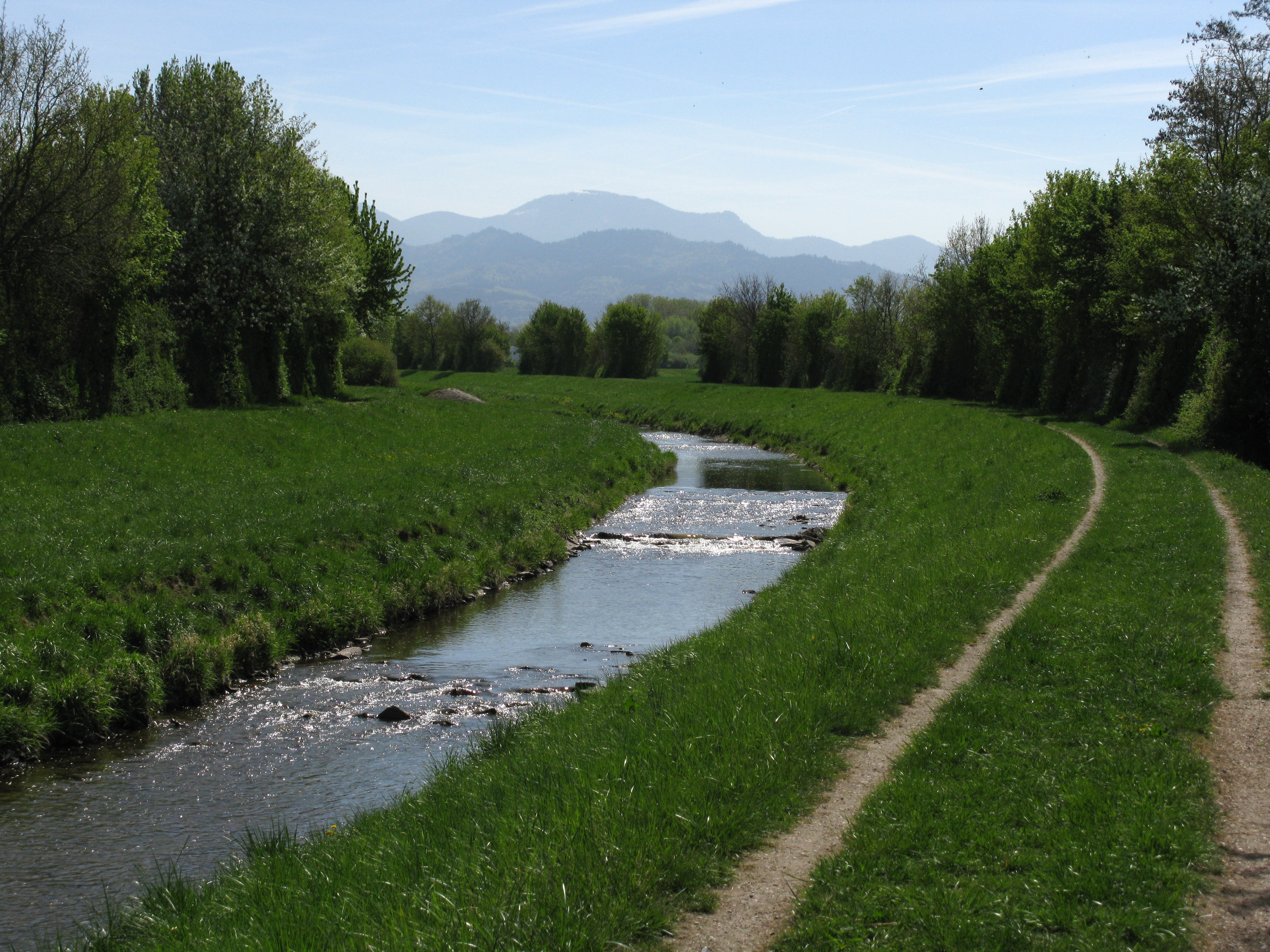
Möhlin mit Belchen im Hintergrund
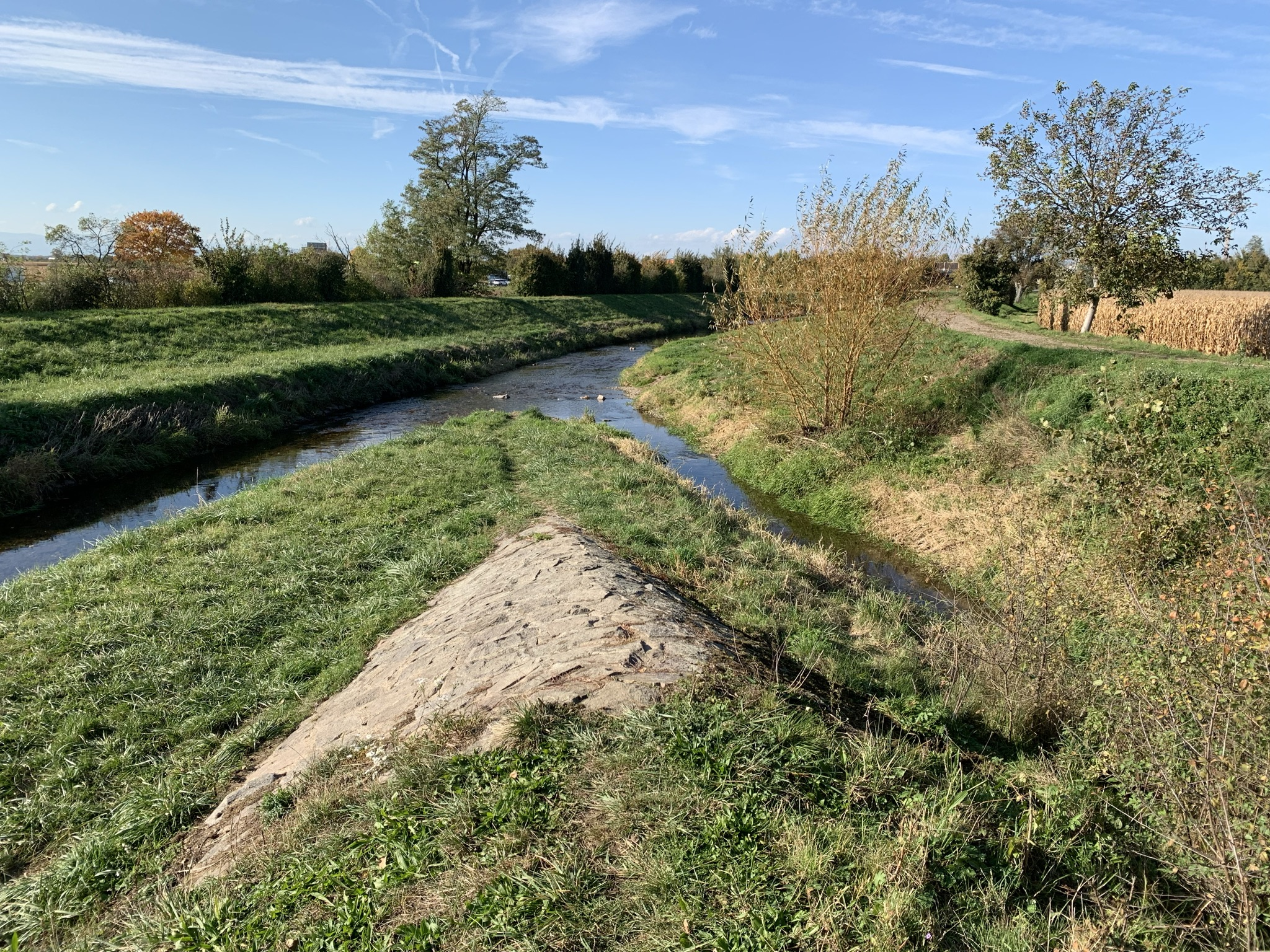
Zufluss des Neumagen von links in die Möhlin

### Zuflüsse
Von der Quelle zur Mündung. Auswahl.
- Nesterbach, von rechts in Bollschweil-Sankt Ulrich im Schwarzwald, 1,6 km und 1,4 km²
- Gründenwaldbächle, von links bei Bollschweil-Gütle, 2,1 km und 2,1 km²
- Aubach, von links, 1,5 km und 0,8 km²
- (Bach aus dem Käppeledobel), von rechts, 1,8 km und 1,1 km²
- (Bach aus dem Dachsdobel), von rechts, 1,3 km
- Baubächle, von links vor Bollschweil-Oberdorf, 1,1 km
- Leimbach, von links in Oberdorf, 2,0 km und 0,8 km²
- Eckbach, von rechts bei Ehrenkirchen-Felsenmühle, 6,3 km mit Oberlauf Rheinbächle und 10,1 km²
- Griesbach, von links bei Ehrenstetten-Schlierberghof, 3,0 km und 1,8 km²
- Ehrenstetter Ahbach, von links in Ehrenkirchen-Ehrenstetten, 6,8 km und 12,7 km²
- Stiedlenbächle, von links in Ehrenkirchen-Unterambringen, 4,5 km
- Gallenbach, von links nach Unterambringen, 6,9 km und 7,1 km²
- Winkelgraben oder Krebsbächle, von links gegenüber Ehrenkirchen-Niedermatten, 5,9 km und 4,7 km²
- Neumagen, von links vor Bad Krozingen-Hausen an der Möhlin, 25,9 km und 83,5 km²
- Seltenbach, von links bei Grezhausen, 10,3 km und 36,8 km²
- Griengraben, von links bei Erreichen des Rheinauenwaldrandes, 2,0 km

Am Zufluss des Neumagens ist dieser der längere Oberlauf, der auch mehr Teileinzugsgebiet beiträgt.

### LUBW
Amtliche Online-Gewässerkarte mit passendem Ausschnitt und den hier benutzten Layern: Lauf und Einzugsgebiet der Möhlin

Allgemeiner Einstieg ohne Voreinstellungen und Layer: Daten- und Kartendienst der Landesanstalt für Umwelt Baden-Württemberg (LUBW) (Hinweise)
1. 1 2  Höhe nach dem Höhenlinienbild auf dem Hintergrundlayer Digitale Topographische Karte oder nach dem Digitalen Geländemodell der Online-Gewässerkarte.
2. ↑  Länge nach dem Layer Gewässernetz (AWGN).
3. ↑  Einzugsgebiet nach dem Layer Aggregierte Gebiete 04.

### Andere Belege
1. ↑  Hochwasservorhersagezentrale, Landesanstalt für Umwelt Baden-Württemberg
MHQ bei Abfluss-BW – ein Daten- und Kartendienst der Landesanstalt für Umwelt Baden-Württemberg (Hinweise)
2. ↑  Albrecht Greule: Deutsches Gewässernamenbuch. Walter de Gruyter, Berlin / Boston 2014, ISBN 978-3-11-057891-1, S. 353 f., „Möhlin“ (Auszug in der Google-Buchsuche).